# Autostrada A28 (Niemcy)
Autostrada A28 (niem. Bundesautobahn 28 (BAB 28) także Autobahn 28 (A28)) – autostrada w Niemczech przebiegająca w kierunku wschód-zachód przez Dolną Saksonię, między Leer (Ostfriesland) a Delmenhorst.
Cały odcinek przebiega w sieci tras europejskich jako E22.
Na zachodnim końcu A28, w węźle autostradowym Dreieck Leer autostrada przechodzi w południową gałąź autostrady A31 w kierunku na Bottrop. Aby osiągnąć północną gałąź A31 w kierunku Emden, trzeba węzeł przejechać na wprost.
W węźle Dreieck Oldenburg-West wschodnia gałąź A28 w kierunku Delmenhorst/Brema przechodzi niepostrzeżenie w autostradę A293. Aby pozostać na A28 trzeba w obu kierunkach przejechać węzeł na wprost.
W Oldenburgu A28 została włączona do autostrady A29 (Wilhelmshaven-Ahlhorn). Kierowcy zmierzający jednak w kierunku A29, aby dotrzeć do północnej jej gałęzi (kierunek-Wilhelmshaven) korzystają z krótkiej A293, odbijając już w węźle Dreieck Oldenburg-West.
A28 tworzy wspólnie z A29 i A293 obwodnicę wokół Oldenburga. Na obszarze miasta poprowadzono A28 jako autostradę miejską ze względnie ostrymi zakrętami. Węzeł Oldenburg-Marschweg (nr 14) obsługuje pojazdy tylko z kierunku wschodniego (Delmenhorst).
Do centrum Bremy dojechać można drogą B75, kontynuując jazdę od węzła Dreieck Delmenhorst.
Wschodni koniec A28 połączony jest z A1 poprzez odchodzący od Delmenhorst łącznik w postaci B322. Połączenie to zawiera jednak gęstą sieć sygnalizacji świetlnej przez co jest także skrajnie zakorkowane. Idąc dalej w kierunku A1, łącznik ten (B322) posiada niebezpieczne, dwupasmowe rozwidlenie (w kierunku na Bremę i do A1 w Dreieck Delmenhorst) o niejednoznacznym charakterze. Trzeba tutaj zachować szczególną ostrożność, gdyż po drugiej stronie na krótkim odcinku prowadzą wspólnie zarówno trasa wylotowa z Bremy, jak i strumień samochodów z autostrady A1. Jednocześnie znajduje się tam wyjazd Delmenhorst-Hasport. By upłynnić ruch planowana jest rozbudowa A28 po trasie dzisiejszej B322 i połączenie jej z węzłem Dreieck Stuhr przy A1. W ramach budowy tego połączenia przebudowuje się omawiane rozwidlenie do węzła Dreieck Delmenhorst, jak i buduje przedłużenie do węzła Groß Mackenstedt. Węzły Groß Mackenstedt, Dreieck Stuhr i leżący między nimi odcinek oddany został w 2006 roku.